# Dervish
Pour l'ascète soufi, voir Derviche.
Dervish est un groupe irlandais de folk, originaire du comté de Sligo. Il représente l'Irlande au Concours Eurovision de la chanson 2007 avec la chanson They Can't Stop the Spring, terminant dernier avec 5 points.

## Histoire
Le groupe s'appelait à l'origine The Boys of Sligo ; un album sous ce titre, avec Martin McGinley au violon et sans chant, est publié par Sound Records. En 1991, le groupe est rejoint par la chanteuse Cathy Jordan, originaire de Roscommon, et le violoniste Shane McAleer. Le premier album de Dervish, Harmony Hill, sort en 1993. Leur deuxième album, Playing with Fire, sort en 1994. En 1996, Dervish sort At the End of the Day.
Leur quatrième album, Live in Palma, est enregistré devant un public en 1997. En 1998, McAleer quitte le groupe et est remplacé par la musicienne de Sligo Séamie O'Dowd et le violoniste Tom Morrow. Le cinquième album de Dervish, Midsummer's Night, est sorti en 1999. En 2001, Dervish sort Decade, une compilation des titres de leurs cinq premiers albums. En 2003, ils sortent Spirit, suivi de A Healing Heart en 2006.
Dervish participe au Concours Eurovision de la chanson 2007 en tant que candidat irlandais et termine dernier (avec cinq points qui lui sont attribués par le jury albanais en raison de l'échec du vote télévisé) pour son interprétation de They Can't Stop The Spring.
Au printemps 2012, Dervish est l'un des deux groupes irlandais qui ont annulé des concerts fortement annoncés en Israël en invoquant un boycott culturel de ce pays. La chanteuse du groupe, Cathy Jordan, déclare : « J'ai été très naïve de penser que nos motivations ne seraient pas mal comprises et mal interprétées. À tel point que cela a déclenché une avalanche de négativité qui nous a empêchés de faire le voyage, quelles que soient nos motivations »,,,. Le ministre irlandais de la justice, Alan Shatter, accuse la Campagne irlandaise de solidarité avec la Palestine (IPSC) d'avoir fait subir à Dervish une « cyberintimidation » qui l'a poussé à se retirer des concerts. Le coordinateur national de l'IPSG, Kevin Squires, déclare que l'organisation avait demandé à ses sympathisants de s'en prendre au site web de Dervish, bien qu'il ait démenti l'affirmation de Jordan selon laquelle le groupe avait été la cible d'une quelconque « pique ».

## Membres
- Michael Holmes – bouzouki
- Cathy Jordan – chant, bodhrán
- Liam Kelly – flûte
- Brian McDonagh – mandoline
- Shane Mitchell – accordéon
- Tom Morrow – violon

## Discographie
- 1989 : The Boys of Sligo
- 1993 : Harmony Hill
- 1995 : Playing with Fire
- 1996 : At the end of the Day
- 1997 : Live in Palma
- 1999 : Midsummer Nights
- 2001 : Decade
- 2003 : Spirit
- 2005 : A Healing Heart
- 2007 : Travelling Show
- 2014 : A Celebration!!